# أنستازيا تاراكانوفا
أناستازيا أناتوليفنا تاراكانوفا (الروسية: Анастасия Анатольевна Тараканова ، من مواليد 14 أبريل 2004) لاعبة متزلجة روسية. وهي صاحبة بطلة جائزة إيسو جونيور الكبرى في النمسا عام 2017 وجائزة إيسو جونيور الكبرى في سلوفينيا 2018 ، وحاصلة على الميدالية البرونزية 2017-18. لديها حاليا سادس أعلى درجة من أي سيدة صغرى. 190.69 نقطة.

## روابط خارجية
- أنستازيا تاراكانوفا على موقع الاتحاد الدولي للتزلج (الإنجليزية)

- أنستازيا تاراكانوفا في الاتحاد الدولي للتزلج
- أنستازيا تاراكانوفا على إنستغرام